# ماكدونالد بنسون
ماكدونالد بنسون (بالإنجليزية: Macdonald Benson)‏ هو مدرب خيول أمريكي، ولد في 30 يونيو 1930 في ويلمنغتون في الولايات المتحدة.